# جشنواره فیلم کن ۲۰۰۰
پنجاه و سومین دوره جشنواره فیلم کن اولیم مراسم قرن ۲۱ بین روز های ۱۴-۲۵ می ۲۰۰۰ برگزار شد. ۲۳ فیلم در بخش مسابقه با هم به رقابت پرداختند، که در نهایت فیلم رقصنده در تاریکی،لارس فون تریر دانمارکی برنده نخل طلا شد. برادران کوئن با فیلم ای برادر، کجایی؟ در بخش مسابقه شرکت کرده بودند.دوربین زرین این دوره نیز به طور مشترک به جمعه (فیلم ۱۳۷۸)،حسن یکتاپناه و زمانی برای مستی اسب‌ها،بهمن قبادی رسید.

## هیئت داوران

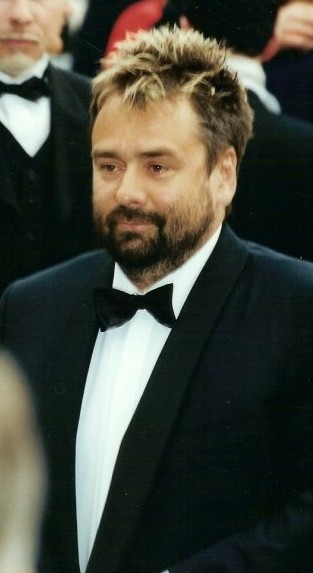
لوک بسون, رئیس هیئت داوران

- لوک بسون, (فرانسه)
- جاناتان دمی (ایالات متحده آمریکا)
- نیکول گارسیا (فرانسه)
- جرمی آیرونز (بریتانیا)
- ماریو مارتونه (ایتالیا)
- پاتریک مودیانو (فرانسه)
- ارونداتی روی (هند)
- آیتانا سانچز-خیخون (ایتالیا)
- کریستین اسکات توماس (بریتانیا)
- باربارا سکووا (آلمان)

## مسابقه
فیلم‌های زیر برای بخش مسابقه انتخاب شده‌اند:
- نان و گل‌های سرخ (فیلم ۲۰۰۰) - کن لوچ
- Chunhyangdyun - ایم کوان-تا
- کد مجهول - میشائیل هانکه
- رقصنده در تاریکی - لارس فون تریر
- Esther Kahn - ارنو دپلشن
- آشفتگی (فیلم ۲۰۰۰) - روی گوئرا
- Fast Food Fast Women - آموس کولیک
- Gohatto - ناگیسا اوشیما
- شیاطین دم در - جیانگ ون
- Harry, un ami qui vous veut du bien - دومینیک مول
- در حال و هوای عشق - وونگ کار وای
- Kippur - عاموس گیتای
- سرنوشت احساساتی - الیویه آسایاس
- پرستار بتی - نیل لابیت
- ای برادر، کجایی؟ - برادران کوئن
- عروسی (فیلم ۲۰۰۰) - پاول لونگین
- آوازهایی از طبقه دوم - روی آندرشون
- تخته سیاه (فیلم) - سمیرا مخملباف
- کاسه طلایی (فیلم) - جیمز ایوری (کارگردان)
- محوطه (فیلم ۲۰۰۰) - جیمز گری (کارگردان فیلم)
- بی‌وفا - لیو اولمان
- Yi Yi  - ادوارد یانگ
- اورکا (فیلم) - شینجی آئویاما

## برندگان

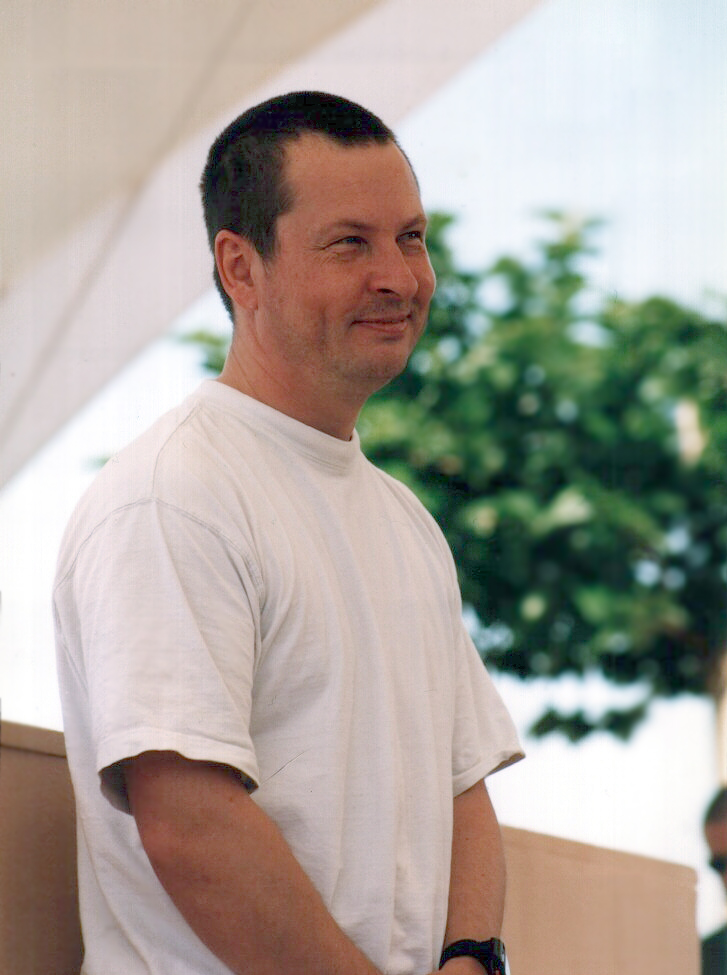
لارس فون تریر, برنده نخل طلا

- نخل طلا: رقصنده در تاریکی - لارس فون تریر
- جایزه بزرگ (جشنواره فیلم کن): شیاطین دم در - جیانگ ون
- جایزه هیئت داوران جشنواره فیلم کن:
  - آوازهایی از طبقه دوم - روی آندرشون
  - تخته سیاه (فیلم) - سمیرا مخملباف
- جایزه بهترین بازیگر مرد جشنواره فیلم کن: تونی لیانگ برای در حال و هوای عشق
- جایزه بهترین بازیگر زن جشنواره فیلم کن: بیورک برای رقصنده در تاریکی
- جایزه بهترین کارگردان جشنواره فیلم کن: ادوارد یانگ برای  Yi Yi
- نخل طلایی فیلم کوتاه: Anino - Raymond Red
- جایزه بهترین فیلم‌نامه جشنواره فیلم کن: پرستار بتی - James Flamberg, John C. Richards
- دوربین زرین:
  - جمعه (فیلم ۱۳۷۸) - حسن یکتاپناه
  - زمانی برای مستی اسب‌ها - بهمن قبادی